# Italian Spiderman
Italian Spiderman è una webserie australiana del 2008, parodia dei film d'azione e avventura italiani degli anni sessanta e settanta, nata a seguito del successo di un finto trailer pubblicato su YouTube l'8 novembre 2007. L'opera, pubblicizzata inizialmente come «film italiano andato perduto», fu prodotta dalla Alrugo Entertainment, un collettivo formato da Dario Russo, Tait Wilson, David Ashby, Will Spartalis e Boris Repasky.
La webserie, che apparentemente tratta di un italiano che ha assunto l'identità dell'Uomo Ragno, in realtà contiene anche riferimenti ai film stranieri che si sono appropriati indebitamente di popolari supereroi americani, come ad esempio il film turco 3 Dev Adam o la serie TV giapponese ufficiale Spider-Man, in cui si alterano le caratteristiche del supereroe per il pubblico straniero. Altri film da cui fu preso spunto furono la versione indiana di Superman (1987), I fantastici 3 Supermen (1967), La Mujer Murcielago (The Batwoman) (1968) e Bathman dal pianeta Eros (1982).

## Trama
Durante lo svolgimento di una festa, un asteroide proveniente da una lontana galassia precipita sulla Terra e viene preso dal professor Bernardi (Carmine Russo). Egli scopre che l'asteroide contiene una sostanza che può creare duplicati di qualsiasi essere vivente e decide che Italian Spiderman (Franco Franchetti), un supereroe grasso, rude e potente, è l'unico uomo a cui poter affidare il prezioso asteroide. Appena il professor Bernardi consegna l'asteroide a Italian Spiderman, viene attaccato dal terribile Captain Maximum (Leombruno Tosca), interessato ad utilizzare l'asteroide per i suoi piani malvagi. Non riuscendo a rubarlo a Bernardi, trasforma il professore in un serpente. Captain Maximum riesce comunque ad intercettare Italian Spiderman e a rubargli l'asteroide, anche se dà ad Italian Spiderman la possibilità di riottenerlo nel caso riesca a batterlo in una gara di surf.
Captain Maximum si accorge ben presto della superiore bravura di Italian Spiderman, e tenta di vincere barando. I suoi sforzi risultano tuttavia vani e Italian Spiderman, che chiama in aiuto dei pinguini che si lanciano addosso a Captain Maximum e alle sue aiutanti, vince la gara. Tornato a casa, Italian Spiderman viene nuovamente attaccato dagli uomini di Captain Maximum, che riescono ad addormentarlo con un dardo tranquillante.
Svegliatosi nel covo di Captain Maximum, scopre che il professor Bernardi è costretto a utilizzare i poteri di duplicazione dell'asteroide su uno degli scagnozzi di Captain Maximum. Italian Spiderman è costretto a guardare mentre il professore viene colpito da Captain Maximum. Il furioso Italian Spiderman attacca quindi gli scagnozzi di Captain Maximum, uccidendone molti durante una sequenza di combattimento sorprendentemente violenta. Nonostante gli sforzi di Italian Spiderman il professore muore, ma nei suoi ultimi istanti di vita consegna a Italian Spiderman una pozione. Italian Spiderman attacca nuovamente la base di Captain Maximum. Pur avendo la pozione, Italian Spiderman travolge con le sue sole forze l'esercito clonato. Durante lo scontro viene mostrato come il morso di Italian Spiderman sia velenoso e che i suoi baffi siano removibili ed usabili come letali boomerang. Più tardi, Italian Spiderman torna a casa con la nipote del professore. Quando però un gigantesco Captain Maximum pone l'assedio alla città, Italian Spiderman beve la pozione e diventa della stessa altezza di Captain Maximum, con cui inizierà a combattere. I titoli di coda arrivano però a combattimento ancora in corso; la serie si conclude così con un cliffhanger.

## Produzione
Inizialmente il progetto nacque come trailer di un inesistente film, prodotto e diretto da Dario Russo, allora studente alla Flinders University come progetto per il suo ultimo anno di studi. Il trailer fu girato, nel corso di un solo giorno, su una pellicola 16 mm ed utilizzando una vecchia cinepresa per dare al video un look il più simile possibile a quello dei film degli anni sessanta e settanta.
Pubblicizzato come un vero e proprio film d'azione italiano andato perduto alla fine del 1960, il film fu successivamente caricato su YouTube l'8 novembre 2007, dove divenne presto un fenomeno di massa con 4.342.739 visualizzazioni al 27 giugno 2012. Il successo fu tale che suscitò l'interesse di alcuni grandi media, tanto che la South Australian Film Corporation decise di finanziare la realizzazione di ulteriori 10 webisodi.
Il primo webisodio fu pubblicato in anteprima su Internet il 22 maggio 2008, mentre gli webisodi successivi furono pubblicati a distanza settimanale. La webserie è stata ben accolta da pubblico e critica, ma si è conclusa con un cliffhanger.
Nel maggio 2010 fu annunciata la fine della Alrugo Entertainment e fu messo in dubbio il possibile proseguimento del progetto. Il 24 ottobre 2011 fu pubblicato un video in cui si annunciava la fine del progetto Italian Spiderman e la formazione di una nuova società di produzione, creata da Dario Russo e David Ashby, chiamata Dinosaur. Lo stesso video annunciava anche la nascita del programma televisivo Danger 5.

## Critica
La crescente popolarità del trailer suscitò l'attenzione della stampa e il 21 maggio 2008, un giorno prima del debutto ufficiale della webserie, il quotidiano The Australian gli dedicò un articolo. Italian Spiderman ha attirato l'attenzione dei media anche fuori dalla natia Australia, è stata infatti recensita da Newsweek e dall'italiano la Repubblica. Sempre in Italia, la webserie è stata ritrasmessa dall'emittente televisiva All Music.